# La Trinité (Aregno)

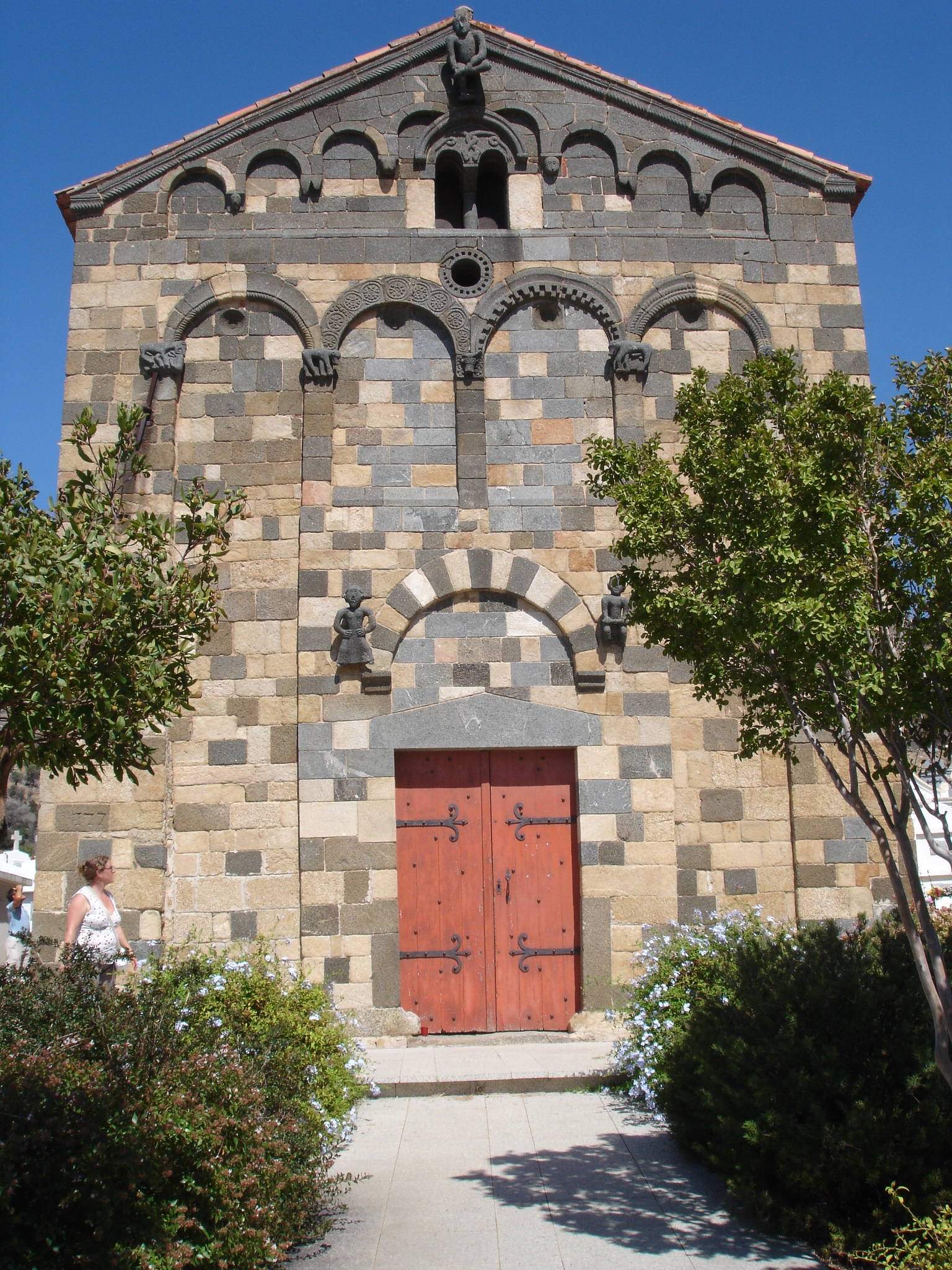
Westseite mit Portal

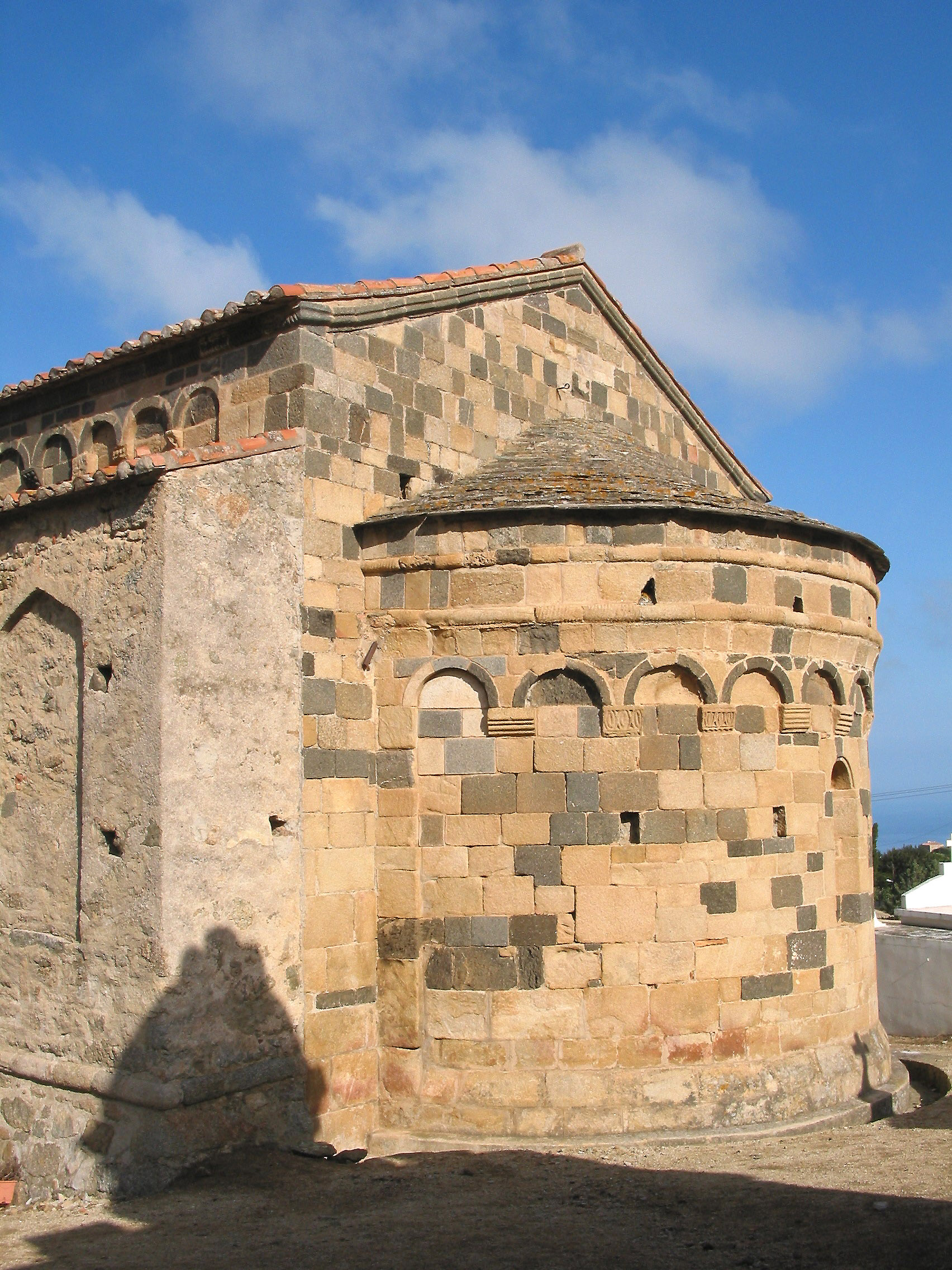
Ostseite mit Apsis

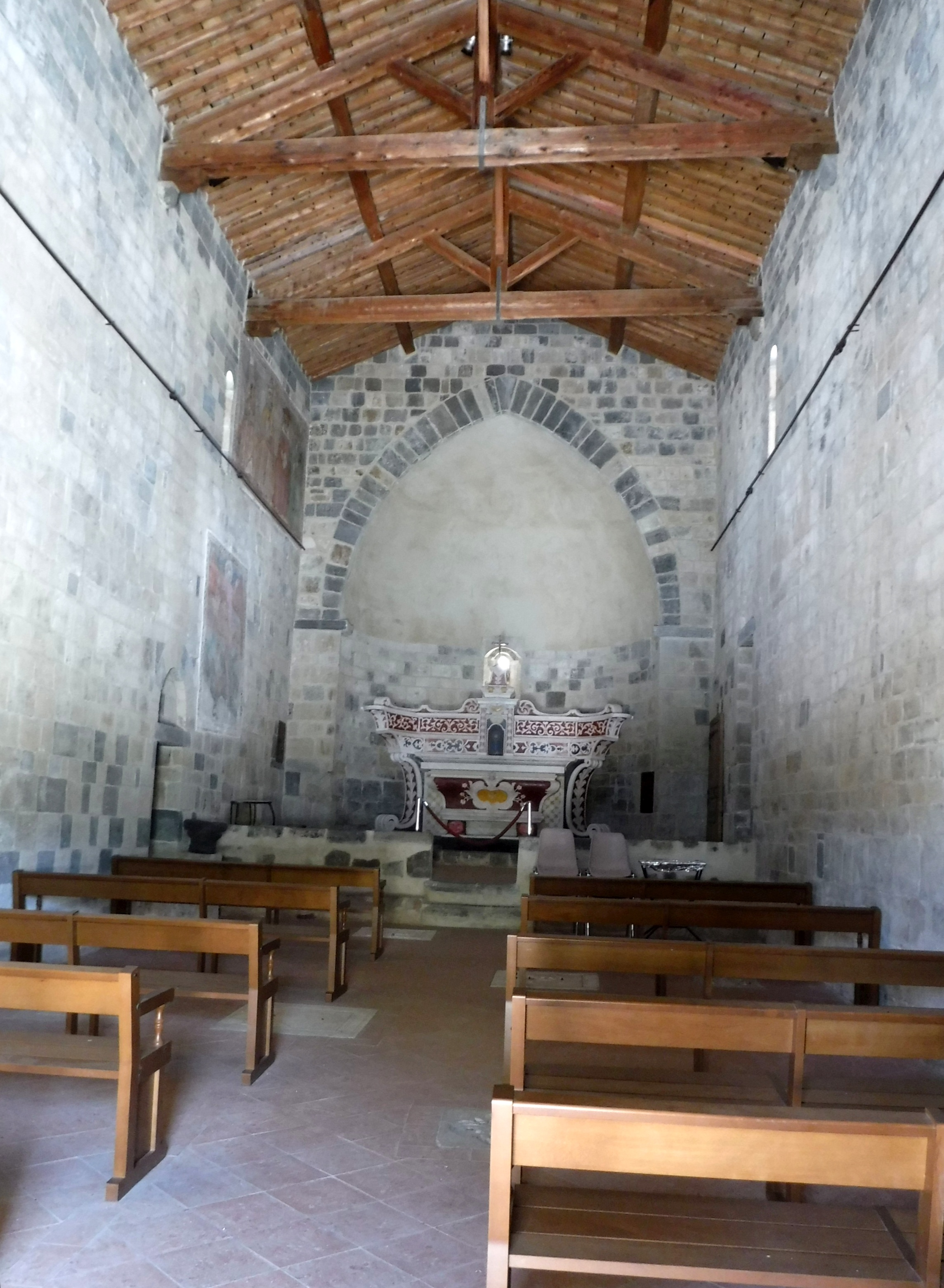
Innenraum

Die romanisch-pisanische Église de la Trinité et de San Giovanni (französisch Église de la Sainte-Trinité et de Saint Jean-Baptiste) befindet sich auf dem Friedhof von Aregno im Nordwesten der Insel Korsika.

## Architektur
Der ungegliederte einschiffige Kirchenbau des 12. Jahrhunderts besteht aus dem Schiff, das mit einer breiten halbkreisförmigen Apsis geschlossen ist.
Die Fassade mit ihrem polychromen Mauerwerk ist in drei Abschnitte gegliedert:
Der untere Teil mit dem Portal nimmt mit seinem konsolengestützen Entlastungsbogen, der durch den Schichtwechsel von roten und grauen Steinen betont wird, etwa die Hälfte der Fassadenhöhe ein. Zwei kleine Skulpturen, ein nackter Mann und eine Frau flankieren den Bogen. Ursprünglich war das Portal ohne Bogenfeld ausgeführt, was eine Rarität in der romanischen Architektur der Insel darstellt. Bei einer Restaurierung im 19. Jahrhundert wurde der Bogen durch den heutigen monolithischen Türsturz ersetzt.
Darüber befindet sich ein Feld mit vier auf Pilaster gesetzte Blendarkaden. Die Bögen sind in verschiedenartigem Simswerk gestaltet: Knotenschnüre, stilisierte, im Relief gearbeitete Blumen, umschlossen von nebeneinander gestellten Doppelkreisen, die übrigen in Zahnfriesornamentik und als Schnurbündel. Innerhalb jedes Bogens befand sich einst Keramikschmuck. Die kapitellähnlichen Stützen der Bögen werden von Vierfüßlern in Flachrelief gebildet. In der Mitte über der Arkadenfolge öffnet sich ein kleines Rundfenster.
Das Tympanon entlang der Giebelschenkel ein Kranzgesims aus von Kragsteinen gestützten Arkaden. Zentral befindet sich ein Doppelfenster. Sein mit Simswerk dekorierter Bogen dient als Verdachung und schützt ein Flachrelief einer vollplastischen männlichen Figur über verschlungenen Schlangen.
Die beiden Seitenwände werden durch sechs schmale Pilaster in sieben Felder gegliedert. Sie erstrecken sich von der Grundmauer bis zu dem aus Arkaden bestehenden Kranzgesims. Unter dem Dach zieht sich eine Knotenschnur entlang. Die Archivolten der Fenster (auf der Nordseite gelegen) tragen Flachreliefs.
Die halbrunde Apsis besitzt noch den ursprünglichen, aus Teghie (Schindeln aus örtlichen Steinen) bestehenden Dachbelag. Die einzige Dekoration bildet das von einer Arkadenfolge gebildete Kranzgesims.

## Innenausstattung
Im Innenraum befinden sich vermutlich von einheimischen Künstlern stammende Fresken aus dem 15. Jahrhundert. Die Kirchenlehrer Augustinus, Gregor, Hieronymus und Ambrosius und der Erzengel Michael sind dargestellt. Eine Inschrift besagt, dass die Arbeit am 17. Mai 1458 ausgeführt und von Chilardus Manuellis von Sant Antonino in Auftrag gegeben wurde.